# Лахново (Вологодская область)
Лахново — деревня в Вытегорском районе Вологодской области.
Входит в состав Саминского сельского поселения, с точки зрения административно-территориального деления — в Саминский сельсовет.
Расстояние до районного центра Вытегры по автодороге — 46 км, до центра муниципального образования посёлка Октябрьский  по прямой — 4 км. Ближайшие населённые пункты — Анциферово, Берег, Загородская, Крюковская, Саминский Погост, Силово, Титово.
По переписи 2002 года население — 2 человека.